# Chiesa di San Timoteo (Ploaghe)
La chiesa di San Timoteo è un edificio religioso situato a Ploaghe, centro abitato della Sardegna nord-occidentale.
Costruita o ristrutturata nel XVII secolo e rinnovata nel primo '900 è consacrata al culto cattolico e fa parte della parrocchia di San Pietro, arcidiocesi di Sassari.